# Peel Castle (lougre)
Le Peel Castle est un  ancien lougre de pêche de Cornouailles (Royaume-Uni).

Son port d'attache actuel, depuis 2008,  est Skibbereen en Irlande.

Son immatriculation est : PZ 17 , PZ pour le quartier maritime de Penzance. 

Il est classé bateau historique par le National Historic Ships UK.

## Histoire
Le Peel Castle a été construit en 1929 au chantier naval Gilbert et Pascoe à Porthleven en Cornouailles. Il fut lancé comme lougre de pêche (cornish lugger). Il eut le Port de Newlyn comme port d'attache de 1930 à 1939 avec PZ 17 comme immatriculation. Il porte le nom du Château de Peel sur l'Île de Man.

Durant la seconde guerre mondiale il fut réquisitionné par la Royal Navy comme navire de patrouille portuaire en Écosse.
En 1948, il est vendu et rejoint le port de Brixham. Il est enregistré sous le matricule BM 17. Il est doté d'un moteur en 1975. Il finit sa carrière à l'île de Man en 1979. 
De 1999 à 2008, il est remis en état par ses propriétaires actuels. Il a navigue jusqu'en Méditerranée, l'Île de Madère , les Açores ; puis  en Galice, Espagne et Bretagne. Il a beaucoup participé aux festivals maritimes pendant ce temps. 
Il a été présent  à Brest 2008 et aux Les Tonnerres de Brest 2012.

## Caractéristiques
C'est un lougre à trois mâts. le grand mât (central) et le mât de tapecul sont fortement inclinés vers l'arrière. Il possède deux bouts-dehors (avant et arrière) qui sont relevables pour faciliter les manœuvres au port.